# Abbazia di Tewkesbury
L'abbazia di Tewkesbury, ufficialmente Chiesa Parrocchiale della Santa Vergine Maria (in inglese Parish Church of St Mary the Virgin), è un ex monastero benedettino dedicato alla Beata Vergine Maria e si trova a Tewkesbury nella contea inglese del Gloucestershire. In seguito alla dissoluzione dei monasteri da parte di Enrico VIII, nel 1539 diventò la chiesa parrocchiale della città; si tratta della seconda più grande chiesa parrocchiale del paese.

## Storia

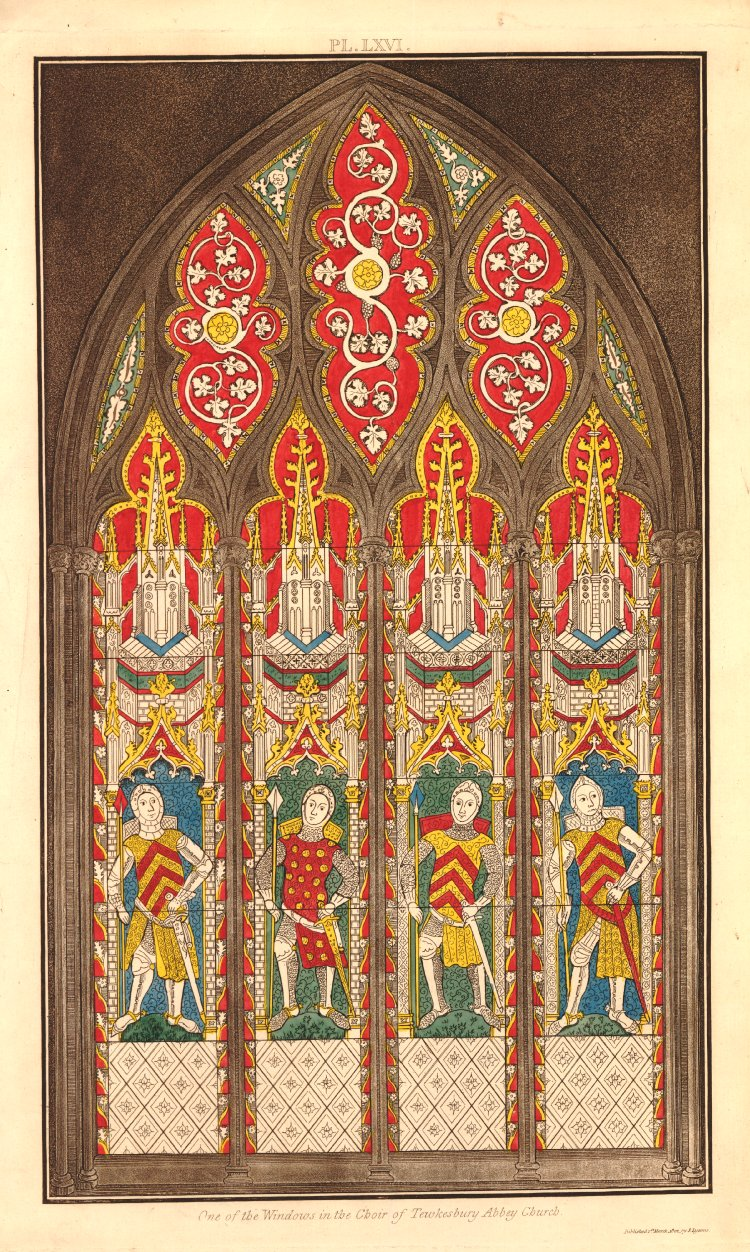
Una delle vetrate del coro

Il culto cristiano venne portato in questa zona da Theoc, un missionario di Northumbria, che si costruì la sua cella a metà del VII secolo, vicino nel punto dove i fiumi Severn ed Avon si uniscono. Attorno alla cella venne costruito un monastero nel 715.
Nel X secolo la comunità venne sottoposta alle regole dei benedettini dell'abbazia Cranbourne nel Dorset.
Nel 1087 Guglielmo il Conquistatore diede il maniero di Tewkesbury al cugino, Robert Fitzhamon, che con Giraldo, abate di Cranbourne, fondò l'abbazia attuale nel 1092. La costruzione della chiesa attuale dell'abbazia sarebbe incominciata nel 1102, impiegando pietra di Caen importata dalla Normandia attraverso il Severn.
Robert Fitzhamon venne ferito a Falaise in Normandia nel 1105 e morì due anni dopo, ma il genero, Robert FitzRoy, il figlio naturale di Enrico I d'Inghilterra, che venne fatto conte di Gloucester, continuò a finanziare i lavori di costruzione.
Il più importante finanziatore dei lavori dopo Gloucester fu Lady Eleanor le Despenser, ultima erede dei De Clare FitzRoy. Nell'Alto Medioevo Tewkesbury divenne così una delle abbazie più ricche d'Inghilterra.
Dopo la battaglia di Tewkesbury nella guerra delle due rose, combattuta il 4 maggio 1471, alcuni membri degli sconfitti Lancaster cercarono rifugio entro le sue mura ma i rivali York, guidati da re Edoardo IV d'Inghilterra, fecero irruzione nell'abbazia compiendo un massacro; fu tale lo spargimento di sangue che l'edificio dovette essere chiuso per un mese fino a quando non poterono essere purificate e riconsacrate le sue mura.
Dopo la Dissoluzione dei monasteri in Inghilterra ad opera di Enrico VIII d'Inghilterra, il popolo di Tewkesbury salvò dalla distruzione l'abbazia nel 1539: insistendo sul fatto che era la loro chiesa parrocchiale e che avevano il diritto di tenerla, la comprarono dal Re.
Il campanile venne utilizzato come carcere della città fino a quando non fu demolito nel XVIII secolo.
La torre centrale era in origine in pietra sormontata da una guglia di legno; crollata nel 1559 non fu mai ricostruita. Alcuni tentativi di restauro vennero intrapresi nel XIX secolo da sir George Gilbert Scott incluso il pontile che era stato rimosso quando l'abbazia divenne parrocchia.
Nel 1760 l'Abbazia subì le gravi inondazioni del fiume Severn e di nuovo è accaduto il 23 luglio 2007.